# Holly Peers
Holly Jade Peers (nacida el 30 de julio de 1987) es una modelo de glamour inglesa, nacida en Salford. Comenzó a modelar en diciembre de 2009 como chica de la página tres de la revista The Sun (donde se la conoce como Hollie Peers). Ella sigue modelando para la página 3, y también aparece regularmente en revistas como Nuts y Loaded.
También estuvo en la portada de los calendarios 2011 y 2012 de chica de la página tres y en el calendario 2012 de Hot Shots.
Peers tuvo la entrada más alta en "Nuts 100 Sexiest Babes 2010" en el número 6. Ella es una seguidora del Manchester City y aparece en la camiseta del equipo como una aficionada en Soccer AM.